# A View from the Bridge

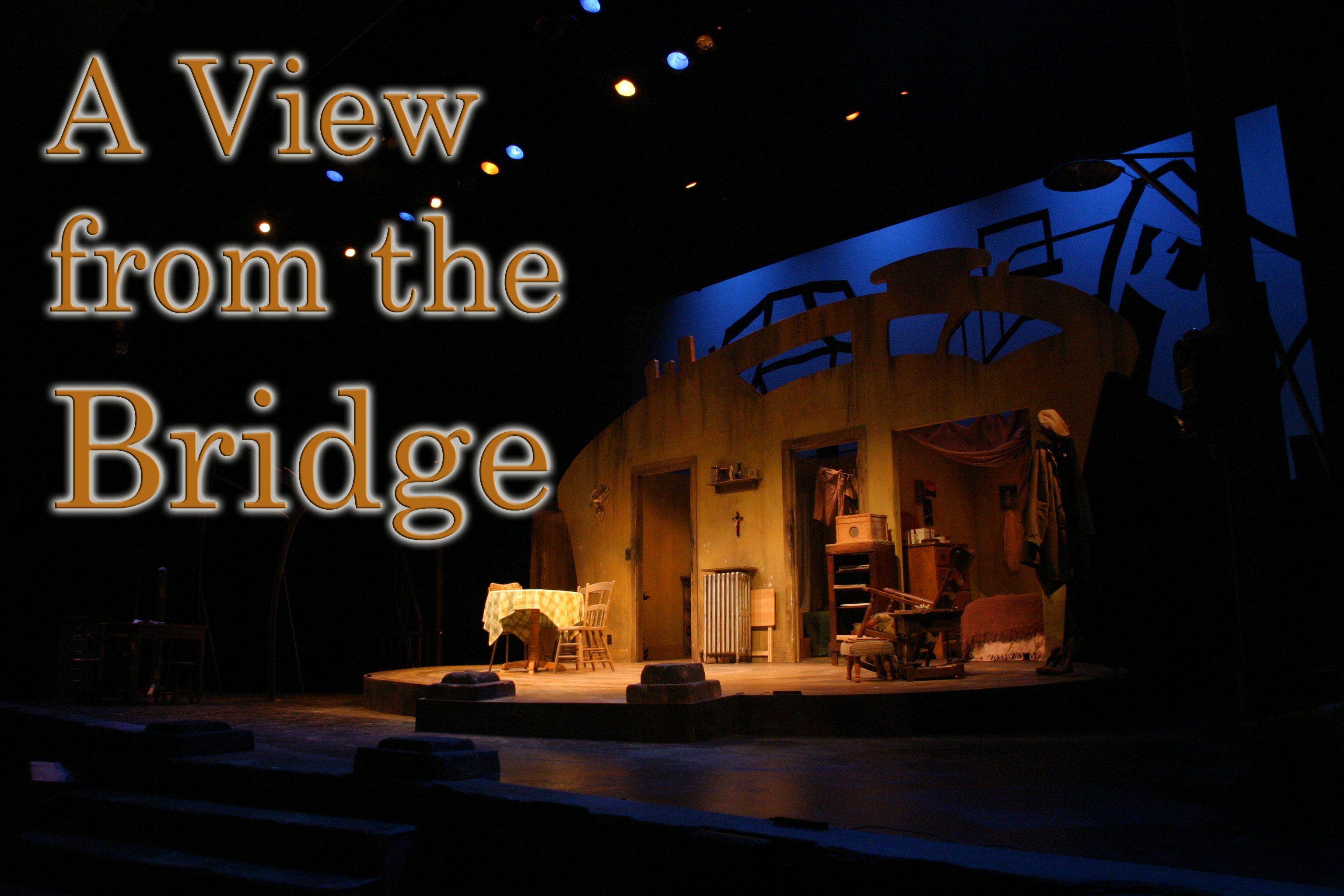
Pictures from the production of A VIEW FROM THE BRIDGE, January 29 – February 1; February 5 – 7, 2004 at Otterbein College. Pictures from the dress rehersal 01/26/2004. Photo by and Copyright by Karl Kuntz (614-895-5331) kkuntz@columbus.rr.com, kkuntz@dispatch.com Not for Publication Reproduction (Commercial Magazines or Newspapers) without Permission. Students may use for their portfolios.

A View from the Bridge é uma peça teatral que foi escrita pelo dramaturgo Arthur Miller, sendo encenado pela primeira vez em 25 de setembro de 1955 no Teatro Eugene O'Neill, na Broadway. A peça não obteve sucesso e Miller revisou a peça para conter dois atos; esta versão é aquela com a qual o público está mais familiar hoje.